# Série de pièces commémoratives américaines du centenaire de la statue de la Liberté
La série de pièces commémoratives américaines du centenaire de la statue de la Liberté est une monnaie commémorative non circulante émise par la Monnaie des États-Unis en 1986 et frappée par les Monnaies de San Francisco et de Philadelphie.
Cette pièce d'un dollar est autorisée par la loi 99-61 du 9 juillet 1985, qui prévoit l'émission d'une série de pièces commémoratives pour le centenaire de la statue de la Liberté sur l'île Ellis.
En plus de la pièce d'argent d'un dollar, les autres pièces qui complètent la série commémorative en vertu de la même loi sont la pièce en or de cinq dollars et la pièce de cinquante cents en cuivre revêtu de nickel.

## Contexte
Les pièces du centenaire de la statue de la Liberté font partie premier programme de la Monnaie des États-Unis des années 1980 qui utilise cette trinité — demi-dollar, dollar, 5 dollars — de dénominations de pièces commémoratives américaines. La loi sur la pièce commémorative de la statue de la Liberté-Ellis Island (loi publique99–61), autorisée par le président Ronald Reagan, prévoir la production des trois pièces afin de célébrer le centenaire de la statue de la Liberté et permet que les pièces soient frappées à la fois en version belle épreuve et brillant universel.
Dans les plans de restauration de la statue de la Liberté, aucune pièce n'est initialement prévue. Le premier jour de la 99e législature, le 3 janvier 1985, Frank Annunzio (en), représentant démocrate de l'Illinois, présente un projet de loi (HR 47) appelant à un programme de pièces commémoratives en trois parties : un demi-dollar en cuivre-nickel plaqué, un dollar en argent et un half eagle en or. Le projet de loi HR 47 est présenté au président Reagan le 2 juillet 1985 et signé en loi une semaine plus tard, le 9 juillet. Avec la signature de Reagan, les pièces commémoratives de la statue de la Liberté deviennent une réalité.

## Dessins

### Demi-dollar
L'avers du demi-dollar statue de la Liberté, dessiné par Edgar Z. Steever, représente une vue de la statue de la Liberté en 1913 avec un bateau d'immigrants en arrière-plan ainsi que les inscriptions IN GOD WE TRUST et LIBERTY (Liberté). Le revers, dessiné par Sheryl J. Winter, représente une famille d'immigrants observant l'Amérique depuis Ellis Island,.
|                                             |
| L'avers du demi-dollar statue de la Liberté |

|                                                |
| Le revers du demi-dollar statue de la Liberté. |

### Dollar
Sur l'avers de la pièce, conçu et gravé par le graveur en chef de la Monnaie John M. Mercanti, on trouve une vue de la statue de la Liberté avec l'un des bâtiments de l'île Ellis en arrière-plan. La légende liée au motif commémoré est ELLIS ISLAND GATEWAY TO AMERICA (île Ellis, porte de l'Amérique), accompagnée des devises IN GOD WE TRUST et LIBERTY (Liberté), traditionnelles sur les pièces américaines, ainsi que la date d'émission,.
Quant au revers, conçu par John Mercanti et Matthew Peloso, il est caractérisé par le dessin de la main droite de la statue tenant la torche allumée, émettant des rayons stylisés et entourée d'un extrait du poème The New Colossus de la poétesse américaine Emma Lazarus : GIVE ME YOUR TIRED, YOUR POOR, YOUR HUDDLED MASSES YEARNING TO BREATHE FREE (Donnez-moi votre fatigue, vos pauvres, vos masses entassées aspirant à respirer librement). Ce motif du revers est entouré de légendes faisant référence au nom du pays et à la valeur faciale de la pièce, ainsi que de la devise E PLURIBUS UNUM,.
|                                        |
| L'avers du dollar statue de la Liberté |

|                                           |
| Le revers du dollar statue de la Liberté. |

### Half eagle
L'avers du half eagle (pièce de 5 dollars de la statue de la Liberté présente une vue rapprochée du visage de la statue de la Liberté, l'inscription LIBERTY et la date, tandis que le revers représente un aigle à tête blanche en vol accompagné des inscriptions UNITED STATES OF AMERICA, FIVE DOLLARS, IN GOD WE TRUST et E PLURIBUS UNUM. Les deux faces sont dessinées par Elizabeth Jones,.
|                                            |
| L'avers du half eagle statue de la Liberté |

|                                              |
| L revers du half eagle statue de la Liberté. |

## Production et distribution
La loi qui autorise l'émission de ces pièces commémoratives prévoit une émission maximale de 500 000 half eagles, dix millions de pièces de 1 dollar et 25 millions de demi-dollars. La pièce est produite à la Monnaie de Philadelphie dans sa version standard, tandis que la Monnaie de San Francisco est chargée de frapper les pièces avec une finition spéciale (belle épreuve). La production commence le 18 octobre 1985 et s'étend tout au long de l'année 1986,.
Sa production s'élève à 723 635 pièces dans sa condition standard et à 6 414 638 en version belle épreuve, ce qui fait un total de 7 138 273 exemplaires.
Elle commercialisée au prix de 22 dollars en condition standard et de 24 dollars en version belle épeuve. Conformément à la loi autorisant la pièce, les bénéfices tirés de sa vente sont alloués à la Statue of Liberty - Ellis Island Foundation, pour le financement de la restauration et de l'entretien de la statue de la Liberté et des installations utilisées pour l'immigration sur l'île Ellis,.

## Collection
Les pièces commémoratives de la statue de la Liberté de 1986 figurent parmi les pièces commémoratives modernes les plus couramment rencontrées sur le marché. Bien que la pièce soit le plus souvent collectionnée pour l'appréciation numismatique des pièces elles-mêmes, les spécimens en état MS70 et PR70 sont plutôt rares. Le demi-dollar en cet état se négocie autour de 150 dollars, tandis que le demi-dollar de 1986 se vend pour 90 $.

## Restauration de la statue
Le projet de restauration implique une rénovation complète du flambeau au piédestal de la statue de la Liberté, haute de 305 pieds (environ 93 mètres), offerte aux États-Unis en 1886 par la France et créée par le sculpteur Frederic Auguste Bartholdi. Enveloppé dans un immense échafaudage, le monument centenaire est minutieusement nettoyé, réparé et retouché par les ouvriers. Il y a également des modifications importantes. La plus remarquable d'entre elles est le retrait de la vieille flamme en verre ambré, gravement endommagée, du flambeau, maintenant remplacée par une nouvelle flamme en dorure.